# Кононенко, Максим Витальевич
Макси́м Вита́льевич Кононе́нко (также известный как Mr. Parker; 13 марта 1971, Апатиты, Мурманская область — 14 мая 2024, Москва) — российский журналист и пропагандист, программист, блогер, публицист, колумнист. Соведущий телепрограммы «Реальная политика» Глеба Павловского на НТВ. Автор интернет-ресурса vladimir.vladimirovich.ru. Также вёл рубрику «Реплика» на радио «Вести FM».

## Биография
Родился 13 марта 1971 года в Апатитах Мурманской области. В 1988 году переехал в Москву и поступил в МИРЭА, где с первого же курса стал заводить себе компьютерные аккаунты, называвшиеся parker. Выбор этого псевдонима был связан с шариковой ручкой Parker, подаренной любимой девушкой.
- В 1994 году окончил Московский институт радиотехники, электроники и автоматики.
  - В том же году начал обучение в Литературном институте имени М. Горького, откуда ушёл уже в 1996 году. Являлся автором и участником множества ранних русскоязычных интернет-проектов (был «пионером Рунета»).
- В 1992—1993 годах работал в ИнтерЭВМ.
- В 1993 году, пришёл на работу в отдел программирования компании Steepler, который выделился в самостоятельную компанию Inzer. Продолжил работать в Inzer;
  - В 1995 году перешёл назад в Steepler. В том же году сделал свой первый сайт «Сумасшедший дом Мистера Паркера», располагавшийся по адресу parker.steepler.ru.
- В этом же году выиграл первый сетевой литературный конкурс «Тенёта» с повестью «Танго».
- В 1998 году перешёл на работу в «Параграф», и персональный сайт «Сумасшедший дом Мистера Паркера» переехал на адрес parker.paragraph.ru. К этому времени Паркер стал вести на этом сайте авторскую публицистическую колонку «Русский поп»[6], посвящённую российской поп-музыке.
  - Ушёл из ParaGraph в 2005 году.
- В 2000 году стал совладельцем «Лунного консульства в Москве» — филиала американской компании Lunar Embassy, занимающейся продажей участков на Луне.
- В 2000—2001 годах был автором публицистической колонки «Русский ПОП»[7] в издании «Вести.ру» (бывшая «Газета.ру») — колонка продолжала раздел «Русский поп» на персональном сайте Паркера. На эту работу его позвал Антон Носик, который в то время создавал первые СМИ Рунета, нанимая талантливых авторов, которые к тому времени успели себя в тогдашнем Рунете проявить[8]. Был главным редактором интернет-газеты «Дни.ру». Также был владельцем, автором и техническим редактором сетевой газеты «Идіотъ. Ру», шеф-редактором газеты «Re:Акция» и одним из колумнистов сетевой газеты «Взгляд.ру».
- С осени 2002 по март 2014 года вёл интернет-проект «Владимир Владимирович. Ру».
- В 2003 году работал в интернет-подразделении Первого канала.
- В 2004 году был шеф-редактором «Буржуазного журнала», главным редактор интернет-газеты «Дни.ру».
- В 2005 году создал одну из первых в русском интернете благотворительных организаций «Общество китайского лётчика», занимавшейся сбором денег на лечение больных детей. Тогда же вышла книга «Владимир Владимирович(тм)».
- В 2005—2008 годах был одним из соведущих в программе «Реальная политика» на телеканале НТВ.
- В 2008 году пришёл работать на радио «Вести FM», где вёл ежедневную рубрику «Реплика». Выпустил роман «День отличника» — пародия на «День опричника» Владимира Сорокина.
- В 2009 году был ведущим программы «Коллекция глупостей» на телеканале НТВ.
- С 2013 по 2017 год был колумнистом газеты «Известия»[9], автором и ведущим рубрики «Реплика» на телеканале Россия 24.
- С 2016 года также был колумнистом РИА Новостей (по декабрь 2016 года[10]) и «RT на русском» (последняя публикация была в ноябре 2023 года)[11], а также сайтов Lenta.ru (с ноября[12]) и Газета.ru (с сентября 2017 года[13]).
- До мая 2024 года продолжали выходить колонки только в Telegram-канале «Вести ФМ».

### Смерть
Скончался 14 мая 2024 года после сильного кровотечения из-за расширения вен пищевода. Кононенко стало плохо накануне вечером дома в деревне Верховье. Сын Кононенко вызвал отцу скорую, медики довезли его до больницы, однако спасти не смогли.
Прощание с Максимом Кононенко состоялось 17 мая в Троицке, в храме Живоначальной Троицы; похоронен он на кладбище в Губцево.

## Общественная позиция
В 2005 году баллотировался на выборах в Мосгордуму от партии «Свободная Россия».
В 2007—2008 годах был членом Высшего Совета политической партии «Гражданская сила», от которой выдвигался на выборах в Госдуму 2007 года.
В феврале 2008 года администрация Живого Журнала заморозила блог, который Максим Кононенко вёл в течение семи лет, за публикацию мнения, что Великобританию следует разбомбить. Через некоторое время блог был заморожен повторно — на этот раз из-за публикации советов «Как убить собаку без помощи верёвки и камня».
В 2010 году выступил с резкой критикой Евгении Альбац. Альбац в свою очередь неоднократно обвиняла Кононенко в отрицании Холокоста.
В 2011 году неоднократно одобрительно отзывался о догхантерах — представителях нарождавшейся субкультуры, занимающихся уничтожением стай бродячих собак.
В декабре 2011 года на сайте газеты «Взгляд» была опубликована авторская колонка Максима Кононенко, в которой он активно критиковал организаторов и участников митингов против фальсификации выборов.
В последние годы Кононенко сконцентрировался на политических темах. Он критиковал оппозицию, был постоянным автором Telegram-канала «Специально для RT». Последний пост от его имени вышел в ноябре 2023 года.

## Личность
Сетевым конкурсом РОТОР в 2000 году Кононенко был назван «Программистом года» и «Человеком года», а в 2003 и в 2004 годах — «Сетевым писателем года».
В 2005 году помог передать письмо Димы Рогачёва Владимиру Путину, после чего Путин посетил Научно-исследовательский институт детской гематологии, встретился с Димой Рогачёвым и сотрудниками Центра детской гематологии, онкологии и иммунологии.